# Chula Vista (comté de Maverick, Texas)
Pour les articles homonymes, voir Chula Vista.
Chula Vista est une census-designated place située dans le comté de Maverick, dans l’État du Texas, aux États-Unis. Sa population s’élevait à 3 818 habitants lors du recensement de 2010.